# Xã Anna, Quận Ward, Bắc Dakota
Xã Anna (tiếng Anh: Anna Township) là một xã thuộc quận Ward, tiểu bang Bắc Dakota, Hoa Kỳ. Năm 2010, dân số của xã này là 29 người.